# 13. ročník udílení Nickelodeon Kids' Choice Awards
13. ročník Nickelodeon Kids' Choice Awards se konal 15. dubna 2000 v Hollywood Bowl v Los Angeles v Kalifornii.

## Moderátoři a vystupující

### Moderátoři
- Rosie O'Donnell

### Vystupující
- Goo Goo Dolls - "Slide"
- Jennifer Lopez - "Feeling So Good"

## Vítězové a nominovaní

### Film

#### Nejoblíbenější film
- Pokémon: První film
- Austin Powers: Špion, který mě vojel
- Velký táta
- Toy Story 2

#### Nejoblíbenější filmový herec
- Robin Williams (Andrew - člen naší rodiny)
- Adam Sandler (Velký táta)
- Will Smith (Wild Wild West)
- Mike Myers (Austin Powers: Špion, který mě vojel)

#### Nejoblíbenější filmová herečka
- Sandra Bullock (Živelná pohroma)
- Drew Barrymoreová (Nepolíbená)
- Melissa Joan Hart (Šílená jízda)
- Julia Roberts (Notting Hill a Nevěsta na útěku)

#### Nejoblíbenější filmový pár
- Rachael Leigh Cook a Freddie Prinze Jr. (Taková normální holka)
- Heather Graham a Mike Myers (Austin Powers: Špion, který mě vojel)
- Sandra Bullock a Ben Affleck (Živelná pohroma)
- Julia Roberts a Hugh Grant (Notting Hill)

#### Nejoblíbenější hlas z animovaného filmu
- Rosie O'Donnell jako Terk (Tarzan)
- Michael J. Fox jako Myšák (Myšák Stuart Little)
- Tim Allen jako Buzz Lightyer (Toy Story 2)
- Tom Hanks jako Woody (Toy Story 2)

### Televize

#### Nejoblíbenější televizní seriál
- Boy Meets World
- Sabrina - mladá čarodějnice
- All That
- Sedmé nebe

#### Nejoblíbenější animovaný seriál
- Pokémon
- Simpsonovi
- Kočkopes
- Lumpíci

#### Nejoblíbenější televizní herec
- Kenan Thompson (All That)
- Drew Carey (Kancelářská krysa)
- Jamie Foxx (Show Jamieho Foxxe)
- Michael J. Fox (Všichni starostovi muži)

#### Nejoblíbenější televizní herečka
- Jennifer Love Hewitt (Správná pětka)
- Melissa Joan Hart (Sabrina - mladá čarodějnice)
- Amanda Bynes (The Amanda Show a All That)
- Brandy (Moesha)

#### Nejoblíbenější přátelé
- Sarah Michelle Gellar a David Boreanaz  (Buffy, přemožitelka upířů)
- Jennifer Aniston, Lisa Kudrow a Courteney Cox (Přátelé)
- Ben Savage aRider Strong (Boy Meets World)
- Gillian Andersonová a David Duchovny (Akta X)

### Hudba

#### Nejoblíbenější zpěvák
- Will Smith
- Tyrese
- Jordan Knight
- Ricky Martin

#### Nejoblíbenější zpěvačka
- Britney Spears
- Christina Aguilera
- Brandy
- Jennifer Lopez

#### Nejoblíbenější hudební skupina
- Backstreet Boys
- TLC
- *NSYNC
- 98 Degrees

#### Nejoblíbenější skupina
- Dixie Chicks
- Sugar Ray
- Sixpence None the Richer
- Smash Mouth

#### Nejoblíbenější písnička
- Britney Spears - "(You Drive Me) Crazy"
- Will Smith - "Wild Wild West"
- Destiny's Child - "Bug-a-Boo"
- Smash Mouth - "All Star"

#### Nejoblíbenější nový umělec
- Christina Aguilera
- Lou Bega
- LFO
- Jennifer Lopez

#### Nejoblíbenější písnička z filmu
- Will Smith - "Wild Wild West" (Wild Wild West)
- Madonna - "Beautiful Stranger" (Austin Powers: Špion, který mě vojel)
- Phil Collins - "Two Worlds"- (Tarzan)
- Gloria Estefan a *NSYNC - "Music of My Heart" (Hudba mého srdce)

### Sport

#### Nejoblíbenější sportovec
- Shaquille O'Neal
- Tiger Woods
- Mark McGwire
- Deion Sanders

#### Nejoblíbenější sportovkyně
- Tara Lipinski
- Mia Hamm
- Venus Williams
- Lisa Leslie

#### Nejoblíbenější sprotovní tým
- New York Yankees
- Dallas Cowboys
- Los Angeles Lakers
- San Francisco 49ers

#### Nejoblíbenější MVP
- Chipper Jones - National League MVP - Atlantic Braves
- Cynthia Cooper - WNBA Finals MVP - Houston Comets
- Kurt Warner - NFL and Super Bowl MVP - St. Louis Rams
- Tim Duncan - NBA Finals MVP - San Antonio Spurs

### Další

#### Nejoblíbenější kniha
- Harry Potter série
- Animorphs série
- Chicken Soup for the Child's Soul
- Star Wars

#### Nejoblíbenější videohra
- Pokémon
- Donkey Kong 64
- Mario Party
- Toy Story 2: Buzz Lightyear to the Rescue

#### Nejoblíbenější zvířecí hvězda
- Salem (Sabrina - mladá čarodějnice)
- Rowdy (100 Deeds for Eddie McDowd)
- Happy (Sedmé nebe)
- Myšák Stuart Little (Myšák Stuart Little)

#### Nejoblíbenější stoupající hvězda
- Vince Carter - Toronto Raptors
- Haley Joel Osment (Šestý smysl)
- Frankie Muniz (Malcolm v nesnázích)
- Mandy Moore - I Wanna Be With You

## Síň slávy
- Rosie O'Donnell